# David A. Stewart
David Allan Stewart (Sunderland, 1952. szeptember 9. –) Grammy- és Golden Globe-díjas angol zenész, dalszerző és lemezproducer, aki leginkább a Eurythmics nevű duó férfi tagjaként ismert. Általában David A. Stewart néven szerepel, 1986-ban, 1987-ben és 1990-ben elnyerte a legjobb brit producernek járó díjat.

## Élete
Stewart Sunderlandben született. A Barnes Infants and Junior School, majd a Bede Grammar School for Boys tanulója volt. Tinédzser korában egy Longdancer nevű folk-rock együttes tagja volt. Habár az együttes a The Rocket Record Companyhoz (Elton John lemezkiadójához) volt szerződve, különösebb sikereket nem értek el. Ezután Brian Harrisonnal dolgozott együtt, és kiadtak egy EP-t a Multicord kiadó gondozásában. 1976-ban ismerte meg Annie Lennoxot, akivel hamarosan szerelembe esett. 1977-ben Peet Coombes közreműködésével kiadtak egy kislemezt a Logo Recordsnál, The Catch néven. A The Catch-ből hamarosan The Tourists lett. Ezen a néven mérsékelt sikereket értek el. Legismertebb daluk az I Only Want to Be with You, amely egy Dusty Springfield-feldolgozás.

## Eurythmics
A The Tourists 1980-ban feloszlott, azonban Lennox és Stewart párosa továbbra is együtt dolgoztak. Eurythmics néven új zenei projektet alapítottak. Egy sorozatnyi sikeres kislemez és album után a duó 1990-ben feloszlott, de 1999-ben újra összeálltak a Peace című album és egy újabb világkörüli turné erejéig. Lennox és Stewart 2005-ben ismét együtt dolgozott, és két új számot készítettek az Ultimate Collection című, az Eurythmics 25. évfordulójára kiadott Greatest Hits kiadványhoz.

## Magánélete
Stewart 1972 és 1977 között Pamela Wilkinson férje volt, majd 1987-ben feleségül vette a Bananarama egykori tagját, Siobhan Fahey-t (aki később megalapította a Shakespears Sistert). A párnak két gyermeke van (Sam és Django). 1996-ban elváltak. 2001. augusztus 4-én Stewart feleségül vette Anoushka Fisz holland fotóst, akivel két lánya született, Kaya és Indya.
2004-ben Stewart és Fisz Hollywoodba költözött, hogy Stewart a filmzenei munkájára koncentrálhasson. Házassági fogadalmukat 2013-ban megújították.
Fiatalkorában a Sunderland A.F.C. szurkolója volt, és még mindig nézi a mérkőzéseiket. Gyermekként az volt az álma, hogy a klubban játsszon.